# Webnode
Webnode là một hệ thống Website Builder trực tuyến được thành lập bởi Vit Vrba  và được phát triển bởi "Westcom, s.r.o", một công ty có trụ sở tại Brno, Cộng hòa Séc. Nó có thể được so sánh với các hệ thống trực tuyến khác như Weebly.